# Waterbury (Vermont, város)
Waterbury város az Amerikai Egyesült Államok Vermont államában, Washington megyében. Lakosainak száma 5331 fő (2020. április 1.).

## Népesség
A település népességének változása:

| 2010 | 5 064 |
| 2020 | 5 331 |